# НХЛ у сезоні 1950—1951
НХЛ у сезоні 1950/1951 — 34-й регулярний чемпіонат НХЛ. Сезон стартував 11 жовтня 1950. Закінчився фінальним матчем Кубка Стенлі 21 квітня 1951 між Торонто Мейпл-Ліфс та Монреаль Канадієнс перемогою «Мейпл-Ліфс» 3:2 в матчі та 4:1 в серії. Це дев'ята перемога в Кубку Стенлі Торонто.

## Матч усіх зірок НХЛ
4-й матч усіх зірок НХЛ пройшов 8 жовтня 1950 року в Детройті: Детройт Ред-Вінгс — Усі зірки 7:1 (2:0, 3:0, 2:1).

## Підсумкова турнірна таблиця
| # | Команда            | І  | В  | П  | Н  | ШЗ  | ШП  | Очки |
| - | ------------------ | -- | -- | -- | -- | --- | --- | ---- |
| 1 | Детройт Ред-Вінгс  | 70 | 44 | 13 | 13 | 236 | 139 | 101  |
| 2 | Торонто Мейпл-Ліфс | 70 | 41 | 16 | 13 | 212 | 138 | 95   |
| 3 | Монреаль Канадієнс | 70 | 25 | 30 | 15 | 173 | 184 | 65   |
| 4 | Бостон Брюїнс      | 70 | 22 | 30 | 18 | 178 | 197 | 62   |
| 5 | Нью-Йорк Рейнджерс | 70 | 20 | 29 | 21 | 169 | 201 | 62   |
| 6 | Чикаго Блек Гокс   | 70 | 13 | 47 | 10 | 171 | 280 | 36   |

## Найкращі бомбардири
| Гравець     | Команда            | І  | Г  | П  | О  |
| ----------- | ------------------ | -- | -- | -- | -- |
| Горді Хоу   | Детройт Ред-Вінгс  | 70 | 43 | 43 | 86 |
| Моріс Рішар | Монреаль Канадієнс | 65 | 42 | 24 | 66 |
| Макс Бентлі | Торонто Мейпл-Ліфс | 67 | 21 | 41 | 62 |
| Сід Абель   | Детройт Ред-Вінгс  | 69 | 23 | 38 | 61 |
| Мілт Шмідт  | Бостон Брюїнс      | 62 | 22 | 39 | 61 |
| Тед Кеннеді | Торонто Мейпл-Ліфс | 63 | 18 | 43 | 61 |
| Тед Ліндсей | Детройт Ред-Вінгс  | 67 | 24 | 35 | 59 |

## Плей-оф

### Півфінали
| - 27 березня. Монреаль - Детройт 3:2 4ОТ - 29 березня. Монреаль - Детройт 1:0 3ОТ - 31 березня. Детройт - Монреаль 2:0 - 3 квітня. Детройт - Монреаль 4:1 - 5 квітня. Монреаль - Детройт 5:2 - 7 квітня. Детройт - Монреаль 2:3 Серія: Детройт - Монреаль 2-4 | - 28 березня. Бостон - Торонто 2:0 - 31 березня. Бостон - Торонто 1:1 - 1 квітня. Торонто - Бостон 3:0 - 3 квітня. Торонто - Бостон 3:1 - 5 квітня. Бостон - Торонто 1:4 - 7 квітня. Торонто - Бостон 6:0 Серія: Торонто - Бостон 4-1 |

### Фінал
- 11 квітня. Монреаль - Торонто 2:3 ОТ
- 14 квітня. Монреаль - Торонто 3:2 ОТ
- 17 квітня. Торонто - Монреаль 2:1 ОТ
- 19 квітня. Торонто - Монреаль 3:2 ОТ
- 21 квітня. Монреаль - Торонто 2:3 ОТ

Серія: Монреаль - Торонто 1-4
Найкращі бомбардири плей-оф
| Гравець     | Клуб     | І  | Г | П  | О  |
| ----------- | -------- | -- | - | -- | -- |
| Моріс Рішар | Монреаль | 11 | 9 | 4  | 13 |
| Макс Бентлі | Торонто  | 11 | 2 | 11 | 13 |

## Призи та нагороди сезону
| Нагороди                 | Гравець      | Команда            |
| ------------------------ | ------------ | ------------------ |
| Пам'ятний трофей Колдера | Террі Савчук | Детройт Ред-Вінгс  |
| Трофей Арта Росса        | Горді Хоу    | Детройт Ред-Вінгс  |
| Пам'ятний трофей Гарта   | Мілт Шмідт   | Бостон Брюїнс      |
| Приз Леді Бінг           | Ред Келлі    | Детройт Ред-Вінгс  |
| Трофей Везини            | Ел Роллінс   | Торонто Мейпл-Ліфс |

| Нагорода               | Клуб               |
| ---------------------- | ------------------ |
| Приз принца Уельського | Детройт Ред-Вінгс  |
| Кубок Стенлі           | Торонто Мейпл-Ліфс |

## Команда всіх зірок
| Перша команда                   | Позиція              | Друга команда                                                |
| ------------------------------- | -------------------- | ------------------------------------------------------------ |
| Террі Савчук, Детройт Ред-Вінгс | Воротар              | Чак Рейнер, Нью-Йорк Рейнджерс                               |
| Ред Келлі, Детройт Ред-Вінгс    | Захисник             | Джиммі Томсон, Торонто Мейпл-Ліфс                            |
| Білл Квакенбуш, Бостон Брюїнс   | Захисник             | Лео Рейз, Детройт Ред-Вінгс                                  |
| Мілт Шмідт, Бостон Брюїнс       | Центральний нападник | Тед Кеннеді, Торонто Мейпл-Ліфс Сід Абель, Детройт Ред-Вінгс |
| Горді Хоу, Детройт Ред-Вінгс    | Правий нападник      | Моріс Рішар, Монреаль Канадієнс                              |
| Тед Ліндсей, Детройт Ред-Вінгс  | Лівий нападник       | Сід Сміт, Торонто Мейпл-Ліфс                                 |